# Хорватская овчарка
Хорва́тская овча́рка (хорв. Hrvatski ovčar) — пастушья порода собак, широко распространённая в Хорватии, но редко встречающаяся за её пределами. Собаки среднего размера, в основном, чёрного окраса. Характерный признак хорватской овчарки — кудрявая шерсть по корпусу и короткая шерсть на голове и ногах. Имеет внешнее сходство с венгерской муди. Порода известна со второй половины XIV века.

## Краткое описание

### Общий вид

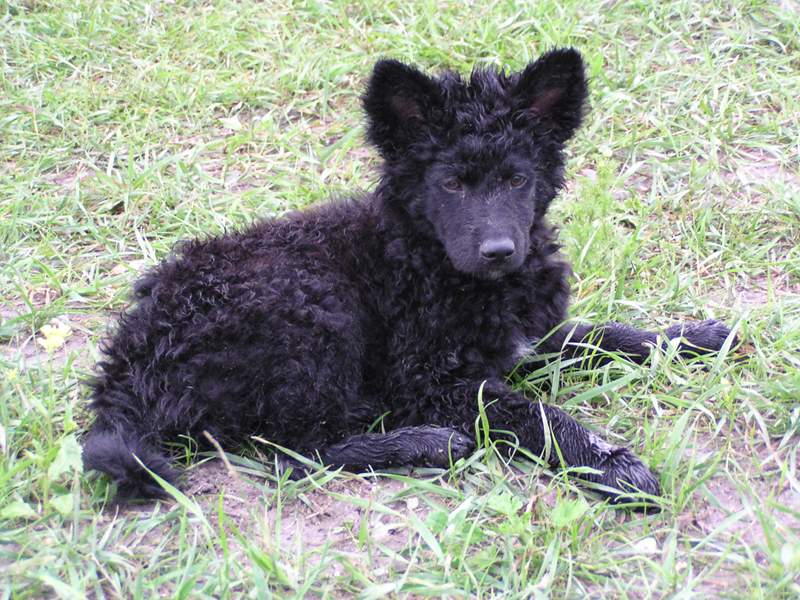
Щенок хорватской овчарки

Окрас — всегда чёрный, иногда с небольшими вкраплениями белого цвета на груди и/или пальцах лап. Характерна короткая шерсть на голове, похожей на лисью, и лапах. На всём остальном теле шерсть более длинная и волнистая либо вьющаяся. Рост и вес взрослых овчарок обоих полов приблизительно одинаковы: от 40 до 50 см и от 13 до 20 кг соответственно. Длина корпуса превышает высоту в холке приблизительно на 10 %, придавая корпусу прямоугольную форму. В настоящее время встречаются и более высокие представители породы. Хвост хорватским овчаркам чаще всего коротко купируют.

### Характер
Взрослая хорватская овчарка — внимательная, сообразительная, ловкая и энергичная собака с сильной потребностью в товарищеских отношениях с человеком. Она отличается хорошим здоровьем, стойкостью к болезням и не требует больших затрат на содержание. Несмотря на то, что её основное предназначение — охрана стада, может использоваться и как сторожевая собака.

## Дрессировка
Хорватской овчарке необходим активный образ жизни, она является очень хорошей собакой для участия во всевозможных спортивных состязаниях. Вместе с тем она заботливая и неприхотливая пастушья собака, сильно преданная хозяину. По утверждениям многих пастухов, хорватская овчарка способна запоминать клички и различать по ним овец или коров в стаде.

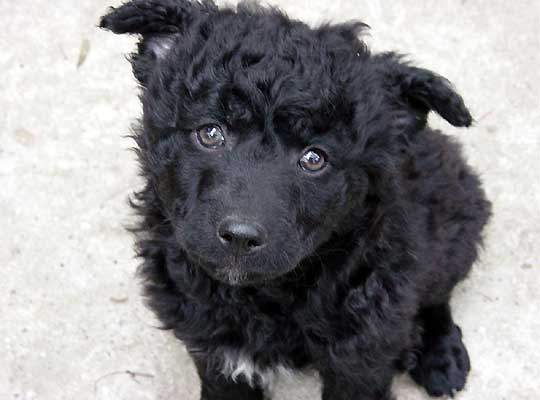
Щенок хорватской овчарки

В прошлом хорватская овчарка часто использовалась для того, чтобы осенью перегонять стада свиней от одной дубовой рощи к другой. В одном из архивных документов утверждается, что эта универсальная собака иногда даже пасла табуны лошадей. Овчарка способна как вести скот за собой, так и сгонять его в стадо — всё зависит от ситуации, которую она быстро оценивает. При необходимости она может и укусить, но делает это крайне редко. При правильной дрессировке подобное поведение вообще можно исключить. На ранних стадиях дрессировки хорватская овчарка много лает, но очень скоро она начинает лаять только в нужное время — главным образом, на полях. Эта собака обычно подчиняется только одному человеку; приручить взрослую хорватскую овчарку новому хозяину бывает очень тяжело. Она может пугаться незнакомцев, если не прошла раннюю социализацию. Собака хорошо поддаётся дрессировке, но не занятая работой может стать очень шумной и агрессивной. Это, однако, очень послушная собака: она быстро понимает, что от неё ожидается и с удовольствием это выполняет. Чаще всего, в 3 или 4 месяца щенок впервые допускается к стаду. Он держится около самой старшей собаки и уже к 6 месяцам настолько хорошо осваивается, что может работать самостоятельно.

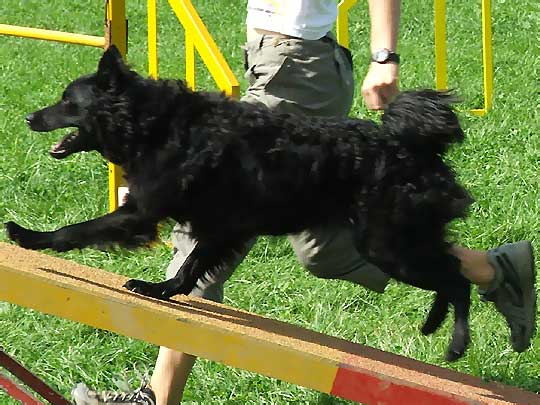
Хорватская овчарка на трассе аджилити

Хорватская овчарка всегда идёт по пятам за хозяином, в любую секунду ожидая команды. Часто она смотрит в глаза хозяину, как бы спрашивая: «Что дальше?» В настоящее время количество собак, занимающихся тем же, чем их предки несколько сот лет подряд, становится всё меньше: поля в Славонии постепенно перестают использоваться для выпаса скота и отходят под выращивание зерновых культур. Увеличивается число собак, содержащихся в домах или городских квартирах. Однако хорватская овчарка — по-прежнему хорошо переносящая непогоду и приспосабливающаяся к трудным условиям собака.

## История
Хорватская овчарка — порода, живущая и размножающаяся на территории Славонии более 600 лет. Согласно архивным документам, так же, как и сейчас местные пастухи отдавали предпочтение именно этой породе, вероятно, из-за её хорошо развитых пастушьих инстинктов. Селекция породы происходила большей частью спонтанно, тем не менее, она позволила породе сохраниться и быть востребованной до сих пор.
Самый ранний документ, в котором хорватская овчарка упоминается как «Canis pastoralis croaticus» относится к 1374 году. Он был найден в архивах епархии города Джякова профессором ветеринарии Степаном Ромичем в первой половине XX века. В этом документе епископ Петар Хорват пишет, что собака около 45 сантиметров высотой в холке, со средней длины чёрной вьющейся шерстью на теле и короткой шерстью на голове, прижатыми или полуприжатыми ушами, и что она очень хорошо подходит для охраны домашнего скота. Также он пишет, что хорваты привезли эту породу с собой в Славонию в VII веке. Доктор Ромич нашёл в местном архиве и другие документы, но уже XVIII века. Описание внешнего вида породы полностью соответствует данному епископом Петаром Хорватом и тому, которое даётся породе и сегодня. В этих документах собаку называют либо «Canis pastoralis croaticus», либо «Hrvatski ovčar».
Систематическая селекция хорватской овчарки была начата тем же самым Степаном Ромичем в 1935 году в городе Джякове. В 1969 году порода была признана Международной кинологической федерацией.